# Ибран Мустафић
Ибран Мустафић (Поточари код Сребренице 25. јули 1960) је бошњачки и босанскохерцеговчаки политичар и бивши припадник Армије Републике Босне и Херцеговине. Аутор је књиге „Планирани хаос 1990—1996”  16289798 која описује ратне злочине које је починио командант АРБиХ Насер Орић у Сребреници током рата у Босни и Херцеговини.

## Биографија
Мустафић је рођен у Поточарима код Сребренице, 1960. године у радничкој породици. Основну школу завршио је у Поточарима, Гимназију у Сребреници, а Машински факултет у Сарајеву. Своје прво запослење добио је у УНИС-овој творници "Ферос" у Поточарима. Политичку активност почео је 1990. године, један је од оснивача СДА, заједно са Алијом Изетбеговићем и неколицином других људи, њих четворицом или петорицом. Након вишестраначких избора у БиХ 1990. године, постао је посланик у Вијећу општина Скупштине БиХ, а изабран је и за предсједника Извршног одбора СО Сребреница. Био је један од кључних људи у "одбрани" Сребренице, јер је прије рата са Насером Орићем и још неким људима илегално наоружавао муслимане у Сребреници. Почетак рата (мај 1992) га је затекао у Сарајеву, у које је отишао на засједање Скупштине БиХ и у Сребреницу се успијева поново вратити тек 12. децембра 1992. године тајним преласком преко планина и шума (превој Гребак–Горажде–Жепа–Сребреница) кроз српске територије. Међутим за седам мјесеци његовог боравка у Сарајеву потпуну контролу над Сребреницом је преузео Насер Орић и његови блиски сарадници (нпр. Зулфо Турсуновић), тако да је Мустафић постао непожељна особа. У Сребреници је боравио до краја рата, према његовим наводима није био војно ангажован у муслиманским јединицама, односно био је само повремено ангажован и то на неким споредним мјестима (нпр. допремање муниције), не због тога што он није жели ратовати, него због тога што је био изопштен из друштва и свих токова, због тога што Насер Орић и његови људи нису допустили Мустафићу да се укључује у било шта, бојећи се његовог пријератног угледа код србреничких муслимана и евентуалног уплитања у њихове послове. Током рата на њега су у Сребреници непозната лица покушала три атентата, једном је чак и тешко рањен и једва је остао жив, јер му је један од метака прошао кроз главу (ушао код лијеве јагодичне кости, а изашао иза лијевог уха). Том приликом убијен је његов најбољи пријатељ, а други је такође рањен.
Ухапшен је 1996. године од стране власти Републике Српске као трећи на списку починилаца ратних злочина у Сребреници. Власти Српске су жељеле да га размјене за Алексу Крсмановића. Пуштен је на слободу годину дана касније. Ибран тврди да је у Сребреници убијено од 500 до 1000 Бошњака од стране припадника АРБиХ и да је масакр у Сребреници „договорени геноцид” између Алије Изетбеговића и међународних сила. Група Бошњака га је претукла 2008. године у Сребреници.